# Трач
Трач (укр. Трач) — село в Матеевецкой сельской общине Коломыйского района Ивано-Франковской области Украины.
Население по переписи 2001 года составляло 353 человека. Занимает площадь 5,78 км². Почтовый индекс — 78631. Телефонный код — 03478.